# Centre national de natation de Pékin
Le Centre national de natation de Pékin, appelé également Water Cube (水立方，shui li fang), est un complexe sportif aquatique situé dans le parc olympique de Pékin (Chine). D'une capacité provisoire de 17 000 places, ce stade a accueilli plusieurs épreuves de natation dans le cadre des XXIXe Jeux olympiques d'été organisés dans la capitale chinoise en août 2008. Construit non loin du Stade national où se déroulent les compétitions d'athlétisme et les cérémonies d'ouverture et de clôture de ces Jeux, le site se veut résolument écologique et sa structure en « bulles » monumentale selon ses concepteurs.
Le coût du Cube d'eau s'établit entre 100 et 150 millions d'euros, essentiellement financés par la diaspora chinoise selon les autorités.

## Du projet à la construction du cube d'eau
Ayant obtenu le droit d'organiser les Jeux olympiques d'été de 2008 en juillet 2001, une procédure sélective est lancée pour choisir le design du bâtiment chargé d'accueillir les épreuves de natation. Le projet intitulé B04 remporte ce scrutin ratifié par le Comité du Parti communiste chinois et le gouvernement municipal le 29 juillet 2003. Ce projet a été conjointement conçu par le cabinet australien PTW et le Britannique Arup en association avec la Société chinoise pour les travaux de construction.
La première pierre du Centre national est posée le 24 décembre 2003. Après avoir terminé l'aménagement des fondations en mai 2005, la structure métallique est montée de juin 2005 à avril 2006. Démarrent alors les travaux d'enveloppement de la structure en « bulles » ou « coussins d'air ».
L'intégralité de la structure extérieure du bâtiment est constituée en ETFE, c'est-à-dire de l'éthylène tétrafluoroéthylène, un matériau plastique transparent très résistant aux différences de pression et de température. Ce matériau permet de laisser passer les rayons du soleil pour éclairer l'intérieur mais il permet également des effets de lumière en nocturne. Au nombre de 3000 et couvrant 100 000 m² de surface, ils sont à l'origine du surnom anglophone donné au centre aquatique : Water Cube (francisé en Cube d'eau). Commencée en août 2006, l'installation de ces coussins d'air est achevée en décembre 2006. La dernière phase de la construction touche l'aménagement intérieur du complexe. L'ensemble des travaux est terminé en janvier 2008 et l'inauguration célébrée dès la fin du mois.
Le bâtiment se veut résolument écologique puisqu'il est capable de produire lui-même sa propre électricité et de recycler les eaux de pluie. La paroi transparente laissant passer la lumière naturelle permet de diminuer d'un tiers la consommation d'énergie.

## Inauguration officielle et premières longueurs de bassin d'eau chaude
Après plus de quatre années de travaux, le Centre national de natation est officiellement inauguré le 28 janvier 2008 en présence de Liu Qi président du Comité d'organisation des jeux, du maire de Pékin Guo Jinlong, et d'un parterre d'officiels chinois.
Le baptême de la piscine olympique a lieu le 31 janvier avec l'ouverture de l'Open de Chine disputé dans les conditions olympiques (les finales ont donc lieu en matinée et les séries éliminatoires en soirée).
Pour l'anecdote, le premier vainqueur d'une course dans l'histoire du Cube d'eau est chinois : Shi Feng, 20 ans, gagne en effet une épreuve de 100 m papillon le premier jour de compétition. Après la natation, c'est au tour du plongeon (19-24 février) et de la natation synchronisée (16-20 avril) de découvrir les installations dans le cadre d'épreuves qualificatives pour les Jeux.

## Rendez-vous olympique

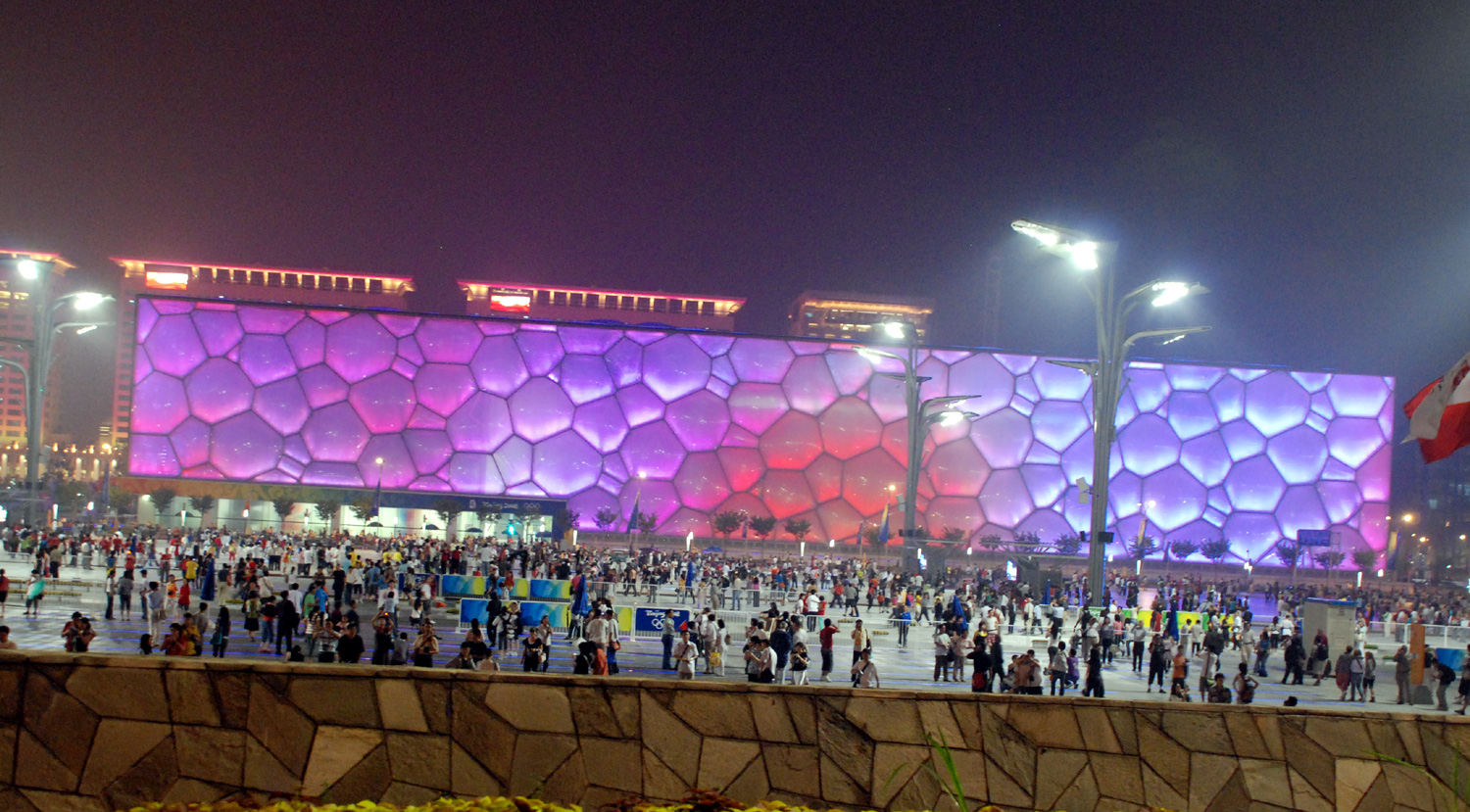
Le Cube d'eau de nuit durant les Jeux Olympiques

Dans le cadre des Jeux olympiques d'été de 2008, le complexe aquatique accueille l'ensemble des compétitions de natation (natation, plongeon et natation synchronisée) hormis la nage en eau libre disputée à Shunyi et le water polo qui, bien que prévu à l'origine dans le Centre national, se déroule finalement dans la Piscine de Ying Tung du Centre sportif olympique national. En tout, 42 médailles d'or sont distribuées dans les trois disciplines.
Lors des Jeux, 25 records du monde et 65 records olympiques sont battus ou égalés. De même, les compétitions de natation voient Michael Phelps battre le record de médailles d'or lors d'une édition des Jeux olympiques avec 8 médailles d'or agrémentés de 7 records du monde.
Une fois l'événement olympique terminé, la capacité du stade sera portée à 6 000 places après la suppression des 11 000 temporairement installées pour les Jeux. Dès lors, le complexe deviendra un centre de loisirs aquatiques ouvert aux Pékinois.
Confronté aux problèmes de pollution de l'air, le Cube d'eau pourrait voir sa luminosité diminuer à l'avenir à cause de la poussière régulièrement déposée sur la structure.

## Réouverture du site 2010
Comme prévu initialement, le site de l'Aquacube accueille de nouveau le public depuis le 28 juillet 2010. De nombreuses modifications ont été réalisées. Il est possible de visiter les infrastructures, ou bien de nager dans le bassin d'entraînement.
L'accès au bassin nécessite un certificat médical (réalisable sur place), et la partie profonde de ce bassin requiert un certificat de capacité (payant et réalisable sur place).
Le règlement d'accès du centre est disponible à l'extérieur, en langues chinoise, anglaise et française. Le tarif d'accès au bassin est de 50 yuans (pour 2 heures), celui des infrastructures est de 30 yuans.
Un centre de loisirs aquatiques est également accessible depuis le 8 août 2010, date du 2e anniversaire de la cérémonie d'ouverture des J.O. Ce centre couvert est le plus grand d'Asie et son prix d'entrée est de 200 yuans.
Pour les Jeux olympiques et les Jeux paralympiques d'hiver de 2022, il accueillera les épreuves de curling.

## Galerie d'images

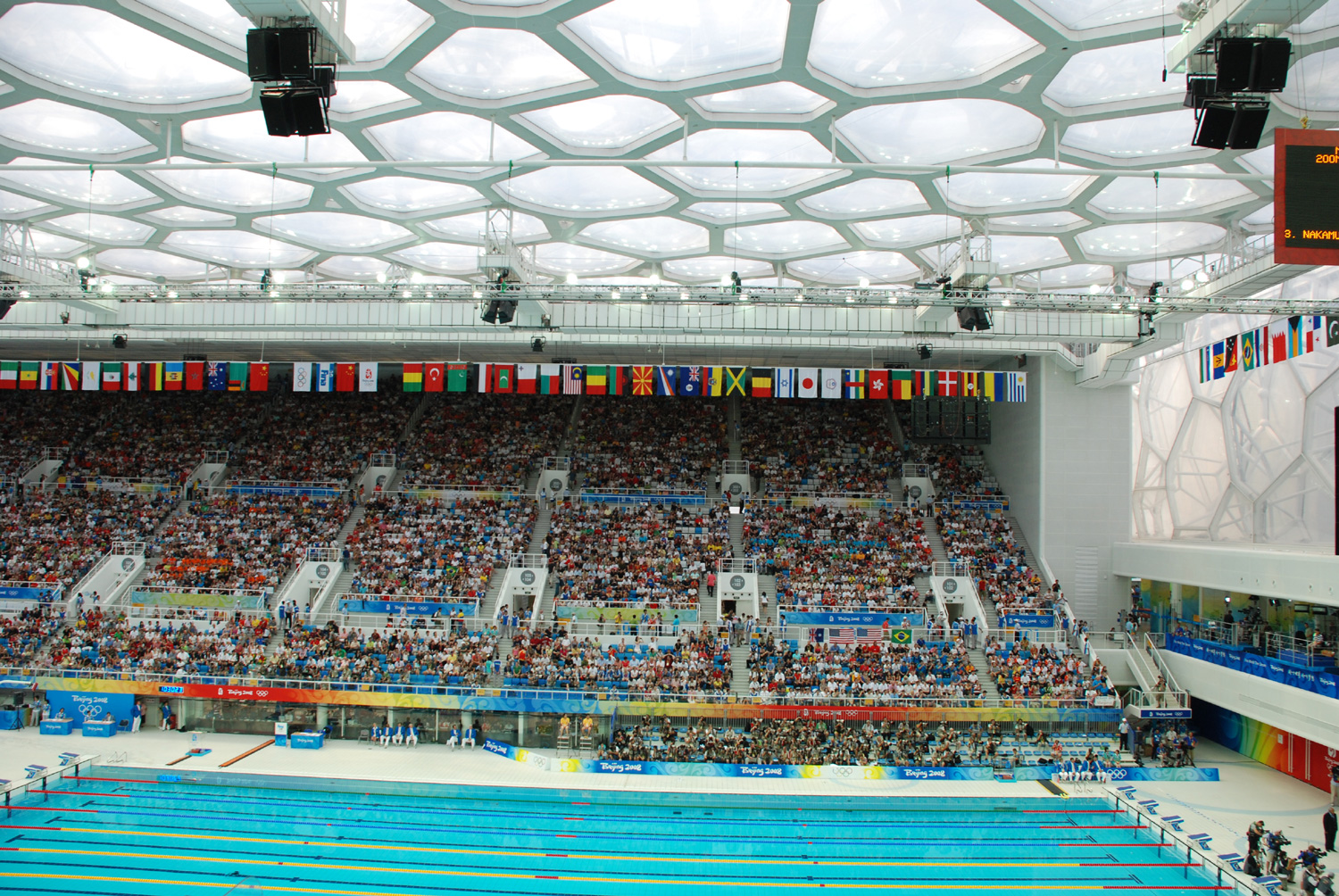
L'intérieur du cube d'eau durant les compétitions olympiques
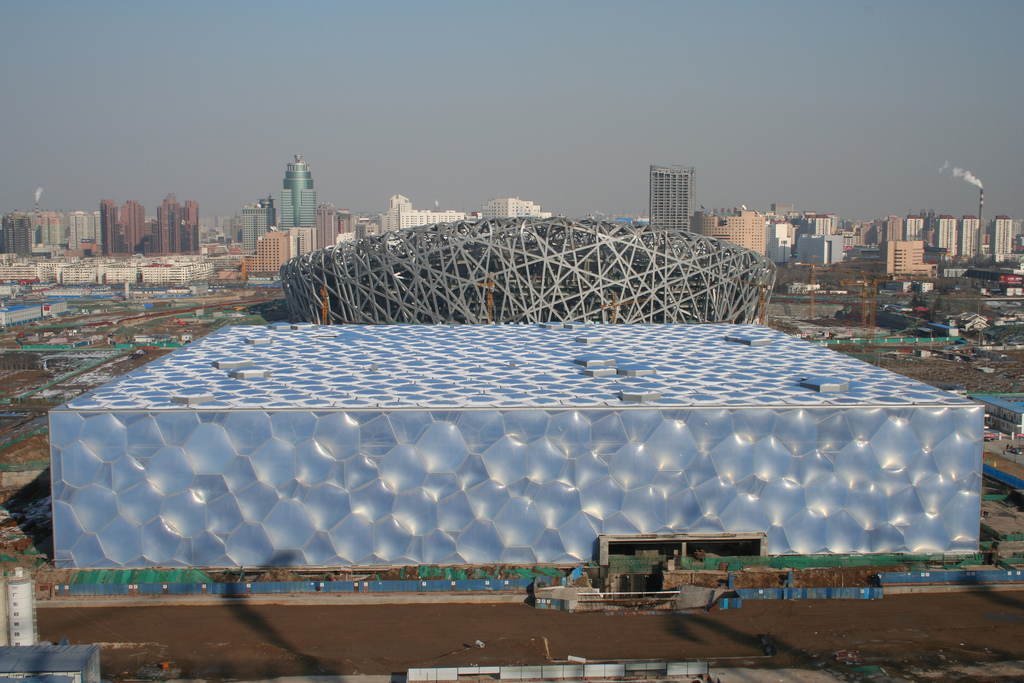
Le Cube d'eau dans la perspective du Stade national de Pékin
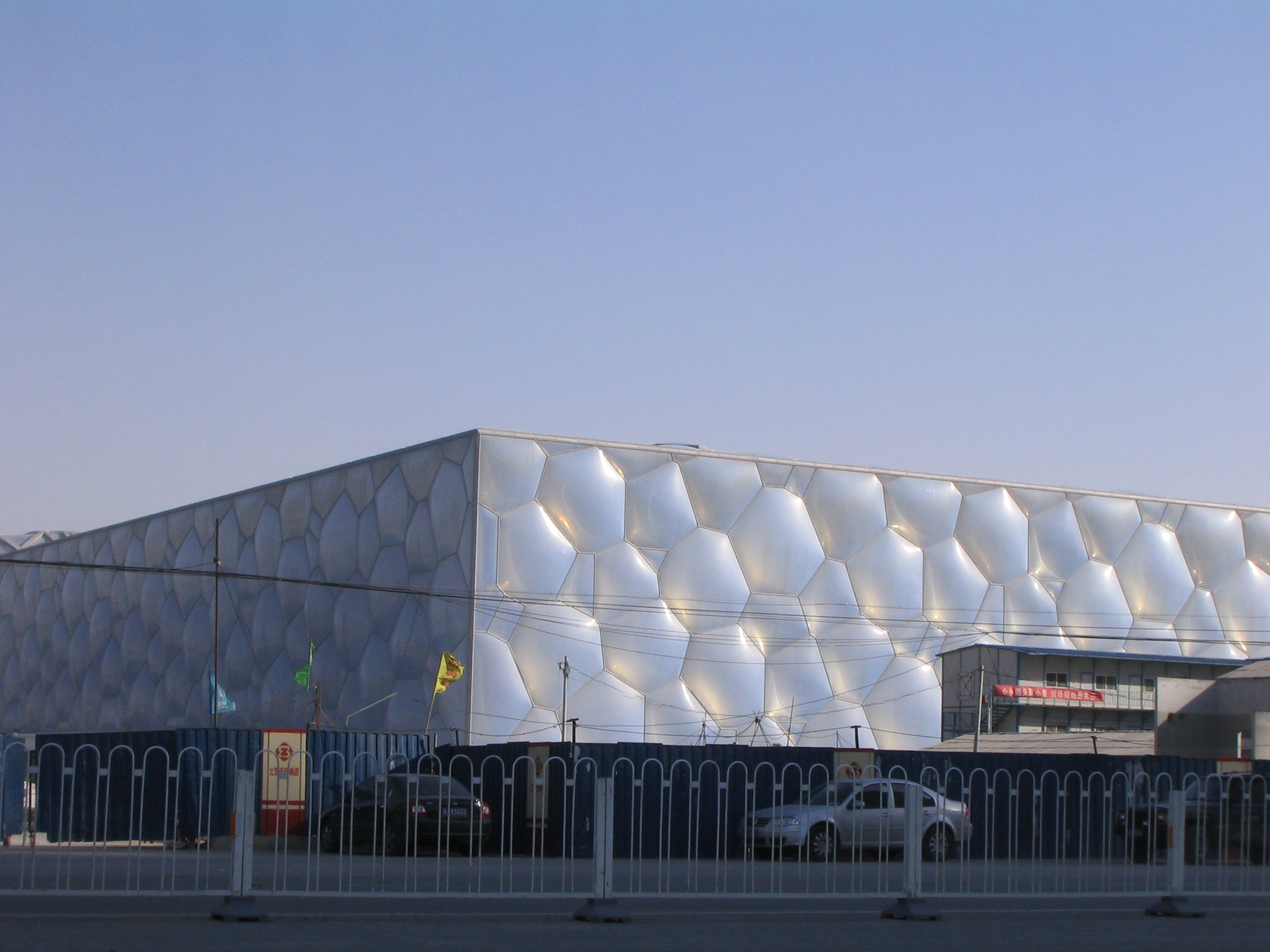
Structure en bulles du Centre national de natation
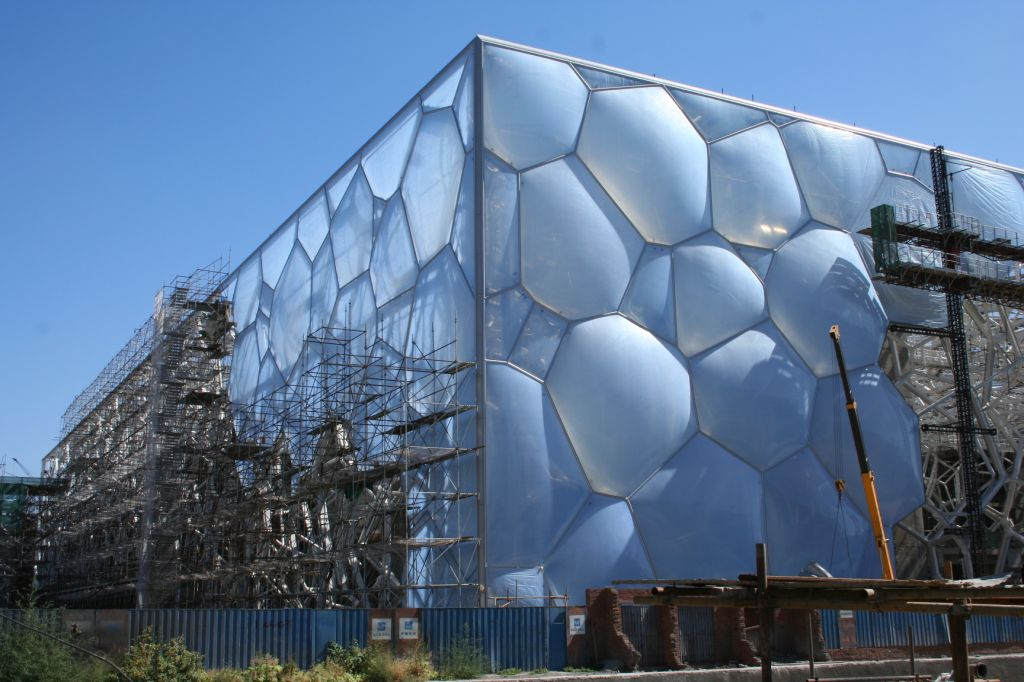
Le Cube d'eau en construction
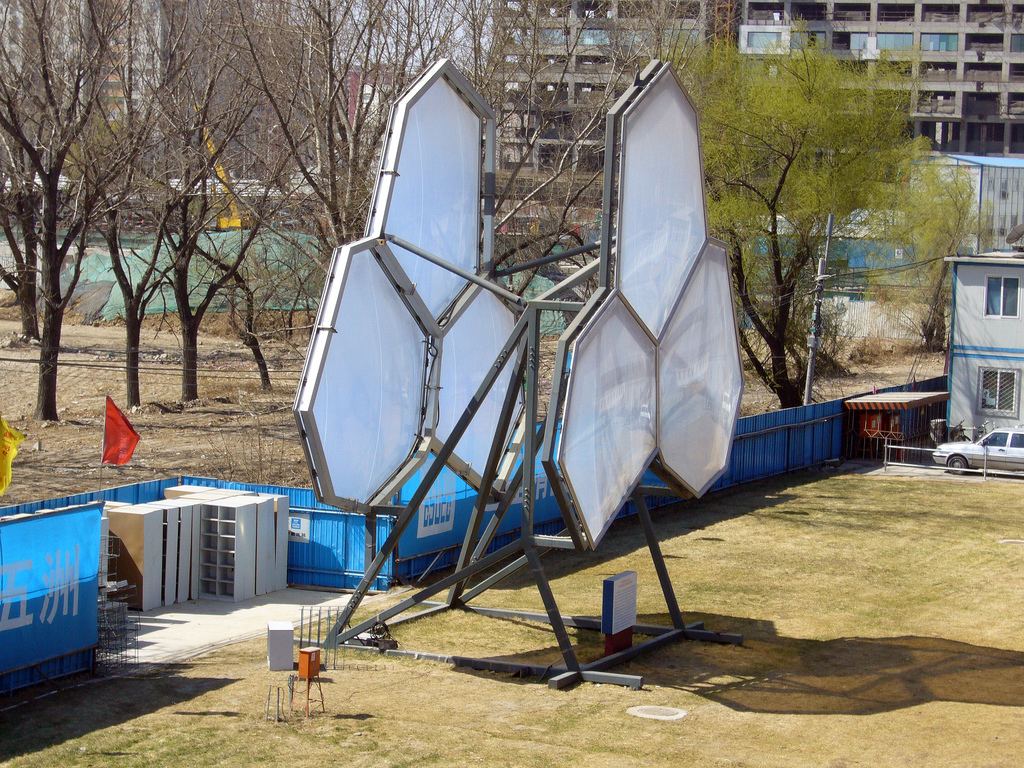
Éléments de la façade en « bulles »
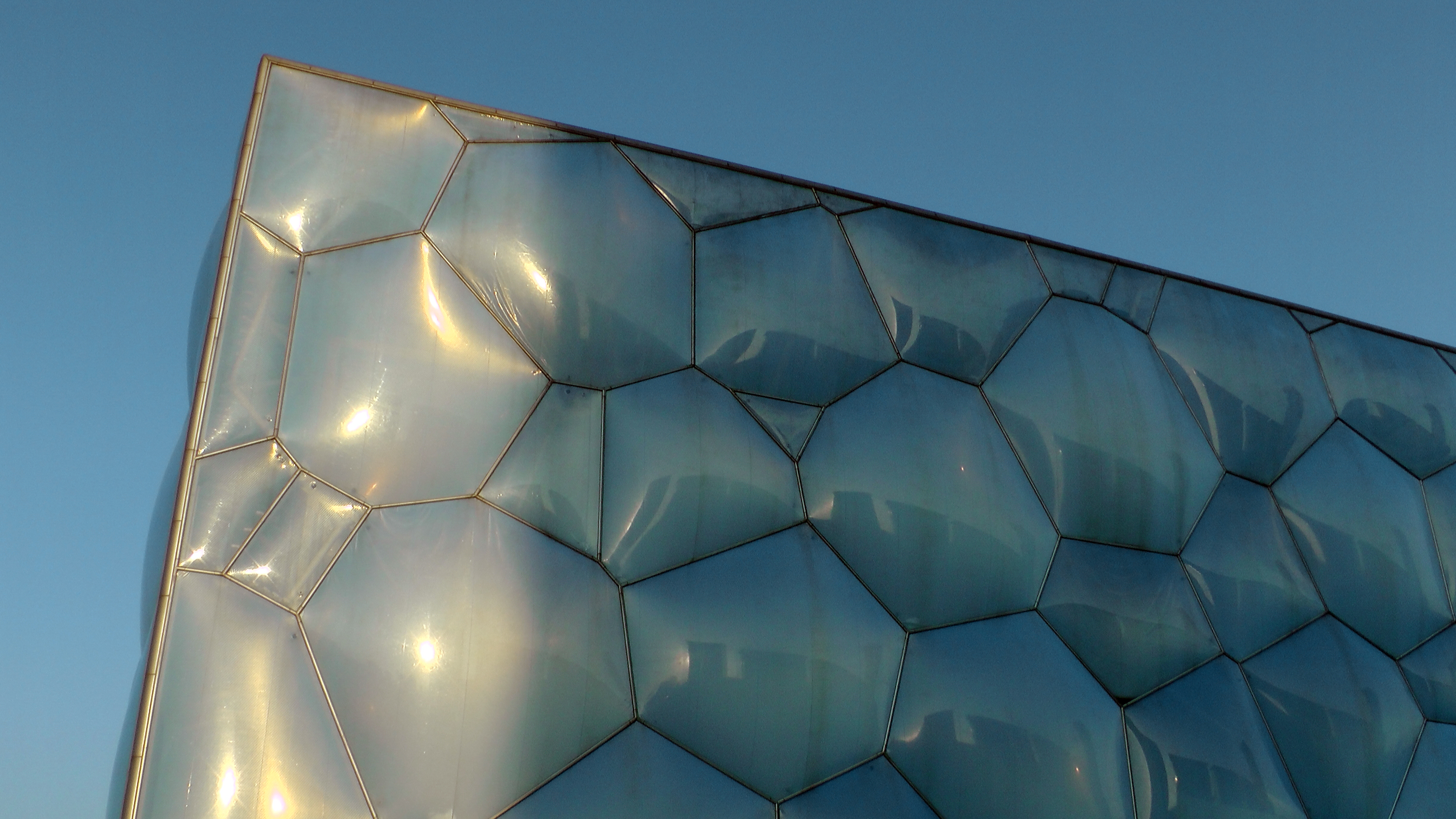
Détail de la structure en bulles

### Médias
- Ugo Vianney, Appelez-le « Cube d'eau », quotidien sportif français L'Équipe, 31 janvier 2008.